# Hilary Squires
Hilary Gwyn Squires (Tsolo, 2 de agosto de 1932-Westville, 22 de julio de 2019) fue un abogado y político sudafricano, que se llegó a desempeñar como ministro de Justicia de la República de Rodesia.
Ganó notoriedad cuando en 2005 presidió el juicio por fraude y corrupción contra Schabir Shaik, en Durban, para no obstaculizar los procedimientos legales en otros lugares mientras se desarrollaba el juicio.

## Reseña biográfica
Squires nació en Sudáfrica en 1932, hijo de Bernard Squires, un médico inglés que había llegado a ese país a instancias Sociedad Misionera de Oxford, y de la enfermera Winifred Maud Lewis. Squires tenía el nombre de "Hilary", ya que en ese momento el nombre era neutral en cuanto al género.
Fue educado en la Escuela Preparatoria de Rhodes, cerca de Matopos en Rodesia del Sur (ahora Zimbabue) y en el Diocesan College en Ciudad del Cabo, antes de asistir a la Universidad de Ciudad del Cabo, donde conoció a su esposa, Irene Coralie Hopley, quien fue la primera mujer en obtener el título de Ingeniera Civil en Sudáfrica. Dejó Sudáfrica en 1956 y regresó a Rodesia del Sur, donde primero practicó en Bulawayo y luego en Salisbury, siendo nombrado secretario del Tribunal Supremo de Rodesia. Posteriormente, fue admitido en el Colegio de Abogados de Rodesia, del cual se convirtió en abogado principal.
Fue elegido miembro de la Cámara de la Asamblea como diputado por la circunscripción electoral de Salisbury Central en diciembre de 1971. Esto fue en una elección parcial, en la que se mantuvo sin oposición. Primero fue nombrado ministro de Justicia, Ley y Orden por el primer ministro de Rodesia, Ian Smith, y luego fue nombrado ministro de Defensa y Operación Combinada, antes de ser nombrado juez del Tribunal Superior. Durante la guerra civil de Rodesia trabajó para la Policía Británica de Sudáfrica. Después del Acuerdo de Lancaster House y la caída del gobierno de la minoría blanca, Squires regresó a Sudáfrica para ejercer la abogacía y trabajó en el bufete de abogados Cox Yeats, antes de unirse al Colegio de Abogados de Durban. En 1988 fue nombrado miembro del tribunal en la provincia de KwaZulu-Natal. En 1994 presidió el juicio contra Xerxes Nursingh, asesino de su madre y de sus abuelos, y que fue el primer juicio en Sudáfrica en que el alegato por locura temporal resultó exitoso.
En 2005 fue nombrado para presidir el juicio contra el empresario Sachbir Shaik, en un mediático caso que demostró las relaciones corruptas entre Shaik y otros empresarios y altos funcionarios del Congreso Nacional Africano. Squires fue acusado por los partidarios de Schabir Shaik y el entonces vicepresidente Jacob Zuma, figura central del caso, de ser racista, debido a su origen rodesiano y al hecho de que era un juez blanco que sirvió bajo el régimen del apartheid. Sin embargo, la Comisión de Derechos Humanos de Sudáfrica defendió a Squires. Finalmente, Squires condenó a Shaik a dos condenas de 15 años por corrupción y a una de 3 años por fraude; el escándalo obligó a Zuma a dimitir del Parlamento.
Murió de insuficiencia cardíaca el 22 de julio de 2019